# Franz Isidor Proschko
Franz Isidor Proschko, pseudonym: Franz von Hohenfurth, (2. duben 1816 Vyšší Brod – 6. únor 1891 Vídeň) byl spisovatel a právník.

## Život
Od roku 1828 navštěvoval střední školu v Českých Budějovicích a poté studoval občanské a trestní právo na pražské univerzitě. Přijal místo stážisty na policejním ředitelství v Linci, kde se oženil. Koncem července 1851 se mu tam narodila dcera Hermine Camilla, která později působila i jako spisovatelka. V roce 1852 získal v Gießen titul doktora filosofie a magistra svobodných umění. Dne 22. října 1853 byl jmenován tajemníkem muzea Francisco Carolinum v Linci. V roce 1857 získal na univerzitě ve Vídni diplom doktora obojího práva. V roce 1861 byl jmenován vrchním policejním komisařem., Od roku 1865 sloužil ve Štýrském Hradci a od roku 1867 ve Vídni. V roce 1878 mu byl udělen titul policejního rady. V roce 1883 odešel do penze. Franz Isidor Proschko zemřel ve Vídni 6. února 1891 ve věku 75 let. Místo posledního odpočinku našel v čestném hrobě na vídeňském ústředním hřbitově (skupina 0, řada 1, číslo 37) mezi skladateli Josephem Maysederem a Johannesem Baptistem Moserem.

## Výběr z díla
Celkem Proschko napsal kolem 75 děl – především básní, povídek a románů.
- Streifzüge im Gebiete der Geschichte und Sage des Landes Oesterreich ob der Enns
- Die Höllenmaschine (Historický román z francouzského konzulárního a císařského období), vydáno v roce 1854
- Der Jesuit (Historický román z třicetileté války o Jiřím Plachém),[1] vydáno v roce 1857
- Ein böhmischer Student (1861)
- Der Letzte der Rosenberger (historický román ze 17. století), vydáno v roce 1861
- Ein Hexenprozess (ze života astronoma Johannese Keplera), vydáno v roce 1866.
- Die Nadel, 2,svazky (historický román z francouzských dějin), vydáno v roce 1858
- Der schwarze Mann (1863)
- Deutschland und Ungarn, 3 svazky (1867)
- Geschichte und Sage aus Mähren (1878)
- Maria Theresia (1876)
- Erasmus Tattenbach (historický román ze 17. století)
- Recht und Gewalt (divadelní hra o Čertově stěně)[1]
- Libussa (román, jehož děj je mj. položen i do okolí Loučovic)[1]

## Uznání
Získal četná vyznamenání mj. Zlatý záslužný kříž s korunou. Od velkovévody Ludvíka Hesenského obdržel Řád Filipa Statečného. Od papeže obdržel rytířský kříž Řádu svatého Řehoře Velikého. Velkou zlatou medaili za umění a vědu mu udělili císař František Josef I.
Ve Vídni a Vyšším Brodě jej připomínají pamětní desky. V Linci je po něm pojmenována ulice (německy Proschkogang).